# 福岡・岡山ライナー
福岡・岡山ライナー（ふくおか・おかやまライナー）は、かつてJRバス中国が運行していた、福岡県福岡市と岡山県岡山市を結ぶ高速バスである。2005年3月31日限りで廃止された。

## 概要
2004年2月19日に福岡市と岡山市を結ぶ昼行路線として開業した。約6時間30分をかけて運行し、朝出発して昼過ぎに到着する便と、夕方出発して夜間に到着する便が1往復ずつ設定されていた。福岡市と岡山市の間には西日本鉄道（西鉄）・両備バス・下津井電鉄が1989年から高速バス「ペガサス号」を運行していたが、同路線は当初昼行便と夜行便が設定されたものののちに昼行便が廃止され夜行便のみとなっていたため、この路線の新設により十数年ぶりに福岡 - 岡山間の昼行高速バスが復活した。「ペガサス号」の運賃が片道7,200円（往復12,900円）であったのに対して、当路線は「ペガサス号」より安い片道6,000円（往復10,000円）に設定された。
しかし利用は伸びず、約1年後の2005年3月31日限りで廃止された。
全便座席指定制のため、乗車には予約が必要（ローソン・ファミリーマートのマルチメディアステーションでも予約可）であった。

## 運行会社
- JRバス中国
  - 中国ジェイアールバス車両は岡山支店の所属（岡山ナンバー）。

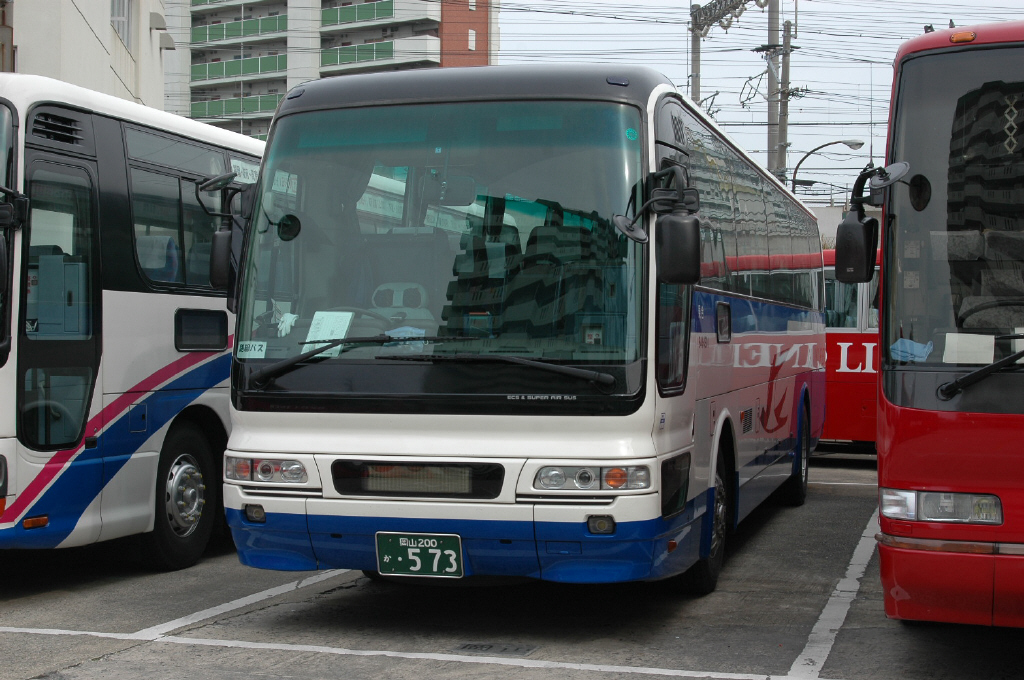
中国ジェイアールバス

  - 乗務員はワンマン運行で、下松SAで交代していた（下撫川 - 下松SA間は岡山支店、下松SA - 博多駅交通センター間は周防営業所が担当）。
  - 福岡側の予約・発券・運行支援業務はジェイアール九州バスが担当（博多支店が運行支援業務を担当）。

## 停車停留所
博多駅交通センター - 祇園町 - 呉服町 - 岡山駅前（ワシントンホテル前） - 天満屋バスセンター - 下撫川（JRバス岡山支店）
祇園町・呉服町は福岡行きのみ停車で降車のみの取扱い、岡山市内相互間の乗車は不可。

## 運行経路
福岡市内 - 呉服町出入口 - 福岡高速2号線 - 福岡高速1号線 - 福岡高速4号線 - 九州自動車道 - 関門橋 - 中国自動車道 - 山陽自動車道 - 岡山IC - 国道53号 - 岡山市内